# Jean Vigo
Jean Vigo (Parigi, 26 aprile 1905 – Parigi, 5 ottobre 1934) è stato un regista francese, da molti considerato uno dei massimi maestri del cinema, nonostante la sua breve vita. Fu ritenuto dai più autore maledetto in virtù degli accostamenti agli scrittori Arthur Rimbaud e Louis-Ferdinand Céline da parte della critica cinematografica.

## Biografia

### La carriera
Figlio dell'anarchico Eugène Bonaventure de Vigo, direttore del giornale Le Bonnet Rouge, il quale si firmava Miguel Almereyda (il cognome è anagramma di Y a la merde). Nel 1914 suo padre viene arrestato e chiuso nella prigione di Fresnes. Verrà trovato morto, strangolato dai lacci delle sue scarpe.
Negli anni della scuola passa da un liceo all'altro, senza riuscire a socializzare con i compagni di scuola.
Nel sanatorio di Font-Romeu-Odeillo-Via, dove si ricovera nel 1926 per curare la tubercolosi di cui soffre, incontra la polacca Elisabeth "Lydou" Lozinska (1907-1939), figlia di un industriale ebreo, se ne innamora e la sposa il 24 gennaio 1929. Nel 1931 nasce Luce, loro unica figlia. Critica e programmatrice cinematografica, Luce Vigo fu compagna del giornalista e critico francese Émile Breton. «Solo nel 1951 Luce si avvicinò finalmente alla figura e all’opera del padre, quando venne istituito il premio Jean Vigo».
Nel 1929 realizza À propos de Nice, un film muto di 25 minuti che esamina le disuguaglianze sociali nella Nizza degli anni 1920. Nel 1931 gira Taris, roi de l'eau, un elegante documentario di 11 minuti sul campione di nuoto Jean Taris, tra le prime opere con riprese subacquee.
Nel 1933 gira Zéro de conduite, film di soli 47 minuti che rappresenta una ribellione scolastica: quattro collegiali puniti per cattiva condotta si rivoltano contro le autorità scolastiche attaccandole con colpi di cuscino e sberleffi, fino a fuggire per i tetti del collegio verso un immaginario mondo di libertà.
Infine nel 1934 realizza L'Atalante, lungometraggio che la tubercolosi (peggiorata anche dalla lavorazione del film ambientato sui canali della Francia settentrionale) non gli consentirà di finire. Si tratta di una delle storie d'amore più amate dagli appassionati e dagli studiosi di cinema.

### Morte, commemorazioni ed eredità artistica
Jean Vigo muore a Parigi a 29 anni il 5 ottobre 1934 e viene sepolto nel cimitero parigino di Bagneux.
I suoi film negli anni trenta vengono giudicati antipatriottici e vengono censurati dalle autorità governative francesi. Successivamente sono entrati fra le opere che hanno influenzato maggiormente i successivi sviluppi della cinematografia francese e mondiale.
Tra i registi influenzati da Jean Vigo si possono citare Luis Buñuel, Steve McQueen e  François Truffaut che ha scritto tra l'altro, a proposito de L'Atalante, che in quest'opera il regista «ha raggiunto la perfezione, raggiunge il capolavoro. Si limita a porre davanti al suo obiettivo una realtà che trasforma in incantesimo e filmando prosa ottiene poesia».
Nel 1951 viene istituito in suo onore il Premio Jean Vigo, premio che spesso è riuscito a segnalare validi giovani registi. In Francia sono numerosi i cineclub intitolati a Jean Vigo.
Nel 1998 viene realizzato il film Vigo - Passione per la vita, con James Frain nel ruolo del protagonista e Romane Bohringer in quello di Lydou, mentre la regia è affidata a Julien Temple. Il film è il risultato di una co-produzione anglo-franco-nipponica.

## Filmografia
documentari
- A proposito di Nizza (À propos de Nice) (1930)
- Taris o del nuoto (Taris, roi de l'eau) (1931)

mediometraggi
- Zero in condotta (Zéro de conduite) (1933)

lungometraggi
- L'Atalante (1934)